# Congelación de alimentos

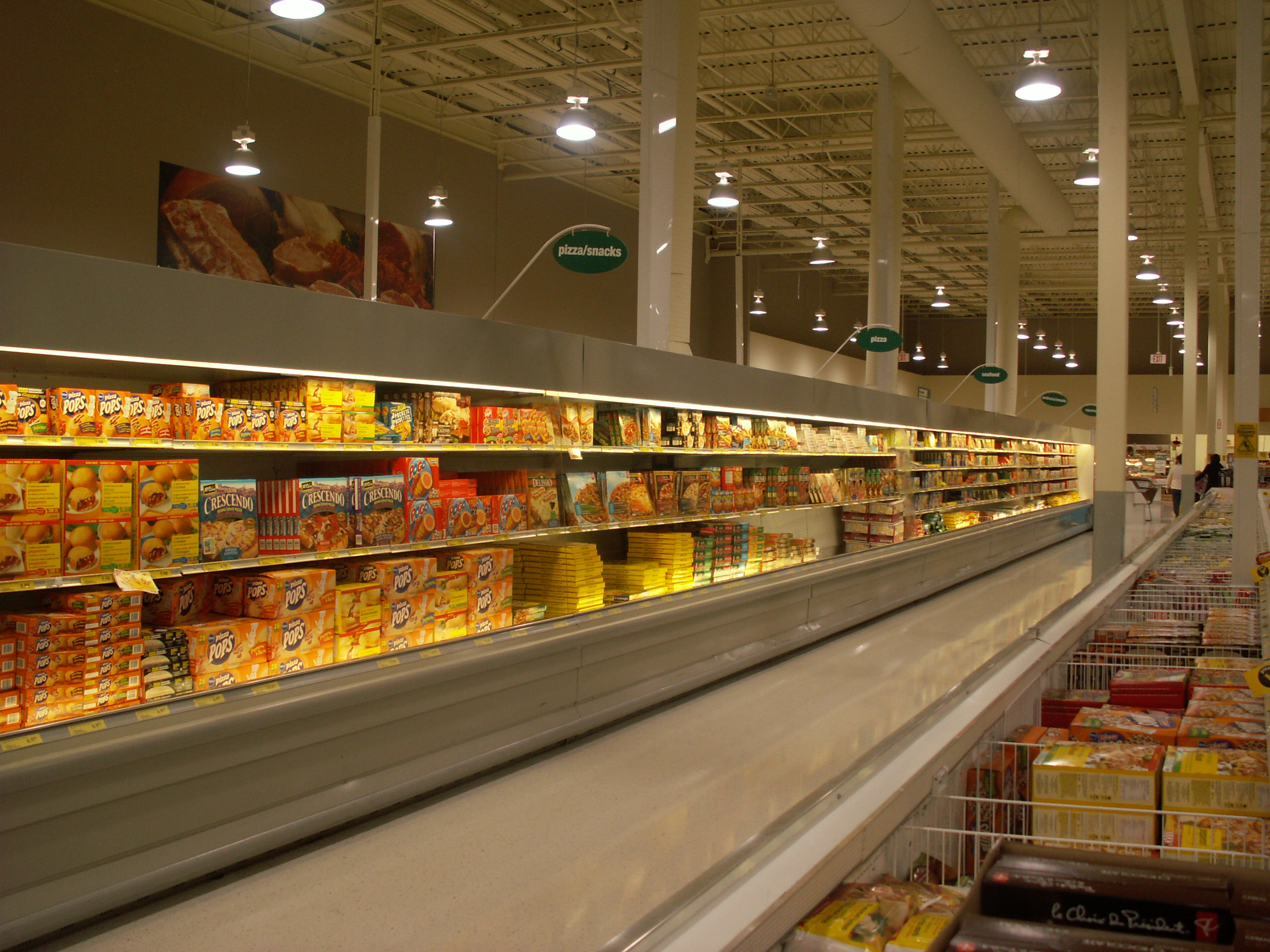
Un pasillo de alimentos procesados congelados en un supermercado en Canadá

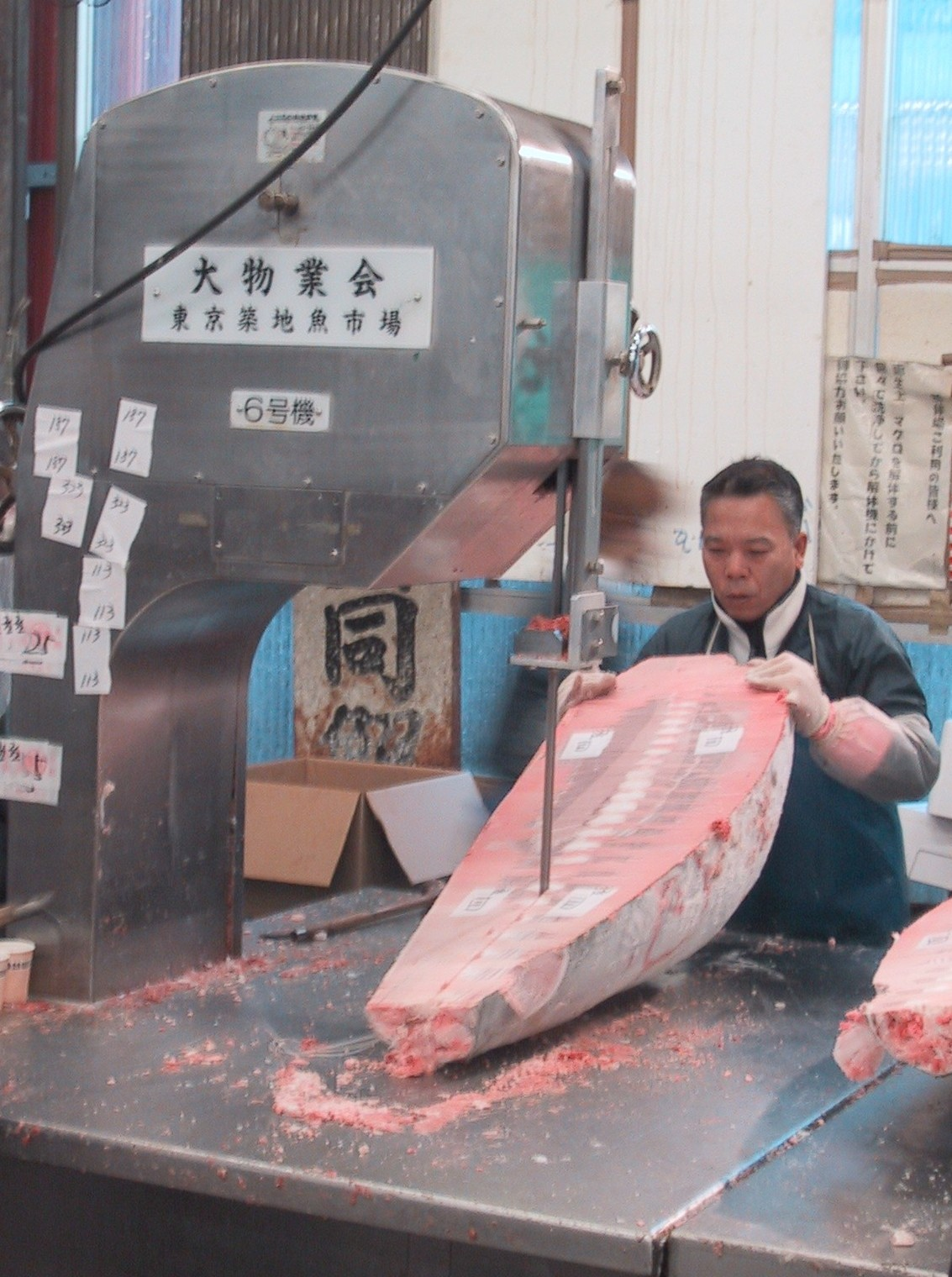
Cortar atún congelado utilizando una sierra de cinta en el mercado de pescado Tsukiji en Tokio, Japón (2002)

La congelación de alimentos los conserva desde el momento en que se preparan hasta el momento en que se consumen. Desde los primeros tiempos, los agricultores, pescadores y tramperos han conservado los granos que producen en edificios sin calefacción durante la temporada de invierno. La congelación de los alimentos ralentiza la descomposición al convertir la humedad residual en hielo, inhibiendo el crecimiento de la mayoría de las especies bacterianas. En la industria de productos alimenticios, hay dos procesos: mecánico y criogénico (o congelación instantánea). La cinética de congelación es importante para preservar la calidad y textura de los alimentos. Una congelación más rápida genera cristales de hielo más pequeños y mantiene la estructura celular. La congelación criogénica es la tecnología de congelación más rápida disponible debido a la temperatura ultra baja de nitrógeno líquido −196 grados Celsius (−320 °F).
La conservación de los alimentos en las cocinas domésticas durante los tiempos modernos se logra mediante el uso de congeladores domésticos.  El consejo aceptado para las familias fue congelar los alimentos el día de la compra.  Una iniciativa de un grupo de supermercados en 2012 (respaldada por el Programa de Acción de Residuos y Recursos del Reino Unido) promueve la congelación de alimentos "tan pronto como sea posible hasta la fecha de uso del producto". Se informó que la Agencia de Normas Alimentarias apoyaba el cambio, siempre que los alimentos se hubieran almacenado correctamente hasta ese momento.

## Conservantes
Los productos congelados no requieren conservantes añadidos porque los microorganismos no crecen cuando la temperatura del alimento es inferior a −9,5 grados Celsius (15 °F), que es suficiente por sí solo para prevenir el deterioro de los alimentos. La conservación a largo plazo de los alimentos puede requerir el almacenamiento de alimentos a temperaturas incluso más bajas.La carboximetilcelulosa (CMC), un estabilizador inodoro e inodoro, generalmente se agrega a los alimentos congelados porque no adultera la calidad del producto.

## Historia
La congelación natural de alimentos (usando heladas de invierno) había sido utilizada por las tribus en climas fríos durante siglos. 
En 1861, Thomas Sutcliffe Mort estableció en Darling Harbour en Sídney, Australia, los primeros trabajos de congelación en el mundo, que luego se convirtieron en la Compañía de Hielo y Alimentos Frescos de Nueva Gales del Sur. Mort financió los experimentos de Eugene Dominic Nicolle, un ingeniero nacido en Francia que llegó a Sídney en 1853 y registró su primera patente de fabricación de hielo en 1861.  El primer envío de prueba de carne congelada a Londres fue en 1868.  Aunque su maquinaria nunca se usó en el comercio de carne congelada, Mort y Nicolle desarrollaron sistemas comercialmente viables para el comercio nacional, aunque el rendimiento financiero de esa inversión no fue un gran éxito para Mort. 
Para 1885, una pequeña cantidad de pollos y gansos se enviaban desde Rusia a Londres en casos aislados utilizando esta técnica.  En marzo de 1899, el "British Refrigeration and Allieds Inters" informó que un negocio de importación de alimentos, "Baerselman Bros", enviaba unos 200,000 gansos y pollos congelados por semana desde tres depósitos rusos a New Star Wharf, Lower Shadwell, Londres, durante los tres o cuatro meses de invierno. Este comercio de alimentos congelados fue posible gracias a la introducción de las plantas de congelación de aire frío Linde en tres depósitos rusos y en el almacén de Londres. El almacén de Shadwell almacenó los productos congelados hasta que se enviaron a los mercados de Londres, Birmingham, Liverpool y Mánchester.  Las técnicas se ampliaron más tarde en la industria de envasado de carne. 
A partir de 1929, Clarence Birdseye introdujo el "congelamiento instantáneo" al público estadounidense. Birdseye se interesó por primera vez en la congelación de alimentos durante las expediciones de captura de piel a Labrador en 1912 y 1916, donde vio a los nativos utilizar la congelación natural para conservar los alimentos. La Comisión de Pesca de Islandia se creó en 1934 para iniciar la innovación en la industria y alentó a los pescadores a comenzar a congelar rápidamente sus capturas. Íshúsfélag Ísfirðinga , una de las primeras compañías de pescado congelado, se formó en Ísafjörður, Islandia por una fusión en 1937. Los intentos más avanzados incluyen comida congelada para Eleanor Roosevelt en su viaje a Rusia.  Otros experimentos, relacionados con el jugo de naranja, el helado y las verduras, fueron realizados por los militares cerca del final de la Segunda Guerra Mundial.

## Tecnología
La técnica de congelación en sí misma, al igual que el mercado de alimentos congelados, se está desarrollando para ser más rápida, más eficiente y más rentable. 
Los congeladores mecánicos fueron los primeros en utilizarse en la industria alimentaria y se utilizan en la gran mayoría de las líneas de congelación / refrigeración.  Funcionan haciendo circular un refrigerante, normalmente amoníaco, alrededor del sistema, que extrae el calor del producto alimenticio. Este calor se transfiere a un condensador y se disipa en aire o agua. El refrigerante en sí, ahora un líquido caliente a alta presión, se dirige a un evaporador. A medida que pasa a través de una válvula de expansión, se enfría y luego se vaporiza a un estado gaseoso. Ahora, un gas de baja presión y baja temperatura puede reintroducirse en el sistema. 
La criogénica o (congelación instantánea) de alimentos es un desarrollo más reciente, pero es utilizada por muchos fabricantes de alimentos líderes en todo el mundo. El equipo criogénico utiliza gases de muy baja temperatura, generalmente nitrógeno líquido o dióxido de carbono sólido, que se aplican directamente al producto alimenticio.

## Embalaje
El envasado de alimentos congelados debe mantener su integridad durante el llenado, sellado, congelación, almacenamiento, transporte, descongelación y, a menudo, cocción. Dado que muchos alimentos congelados se cocinan en un horno microondas, los fabricantes han desarrollado envases que pueden ir directamente del congelador al microondas. 
En 1974, el primer contenedor de calentamiento diferencial (DHC) se vendió al público.Un DHC es una funda de metal diseñada para permitir que los alimentos congelados reciban la cantidad correcta de calor.  Varias aberturas de tamaño se colocaron alrededor de la manga.  El consumidor colocaría la cena congelada en la manga de acuerdo con lo que necesitara más calor.  Esto aseguró una correcta cocción.
Hoy en día existen múltiples opciones para el envasado de alimentos congelados. Cajas, cajas de cartón, bolsas, bolsas, bolsas para hervir en bolsas, bandejas con tapa, bandejas de PET cristalizadas y latas de plástico y materiales compuestos.
Los científicos investigan continuamente nuevos aspectos del envasado de alimentos congelados. El empaquetado activo ofrece una gran cantidad de nuevas tecnologías que pueden detectar activamente y luego neutralizar la presencia de bacterias u otras especies dañinas. El embalaje activo puede prolongar la vida útil, mantener la seguridad del producto y ayudar a conservar los alimentos durante un período de tiempo más prolongado.  Se están investigando varias funciones de envasado activo: 
- Carroñeros de oxígeno
- Indicadores de temperatura de tiempo y registradores de datos digitales de temperatura
- Antimicrobianos
- Controladores de dióxido de carbono
- Susceptores de microondas
- Control de humedad: actividad acuosa, tasa de transmisión de vapor de humedad, etc.
- Potenciadores del sabor
- Generadores de olores
- Películas permeables al oxígeno
- Generadores de oxígeno[11]

## Efectos sobre los nutrientes

### Contenido vitamínico de los alimentos congelados
- Vitamina C: Generalmente se pierde en una concentración más alta que cualquier otra vitamina.[12]  Se realizó un estudio con guisantes para determinar la causa de la pérdida de vitamina C. Se produjo una pérdida de vitamina del diez por ciento durante la fase de blanqueo y el resto de la pérdida se produjo durante las etapas de enfriamiento y lavado.[13] La pérdida de vitaminas no estaba realmente acreditada para el proceso de congelación. Otro experimento se realizó con guisantes y habas. Las verduras congeladas y enlatadas se utilizaron en el experimento.  Las verduras congeladas se almacenaron a −10 grados Fahrenheit (−23,3 °C) y las verduras enlatadas se almacenaron a temperatura ambiente 75 grados Fahrenheit (23,9 °C). Después de 0, 3, 6 y 12 meses de almacenamiento, las verduras se analizaron con y sin cocinar. O'Hara, el científico que realizó el experimento, dijo: "Desde el punto de vista del contenido de vitaminas de las dos verduras cuando estaban listas para el plato del consumidor, no parecía haber ninguna ventaja notable atribuible al método de conservación, Almacenamiento congelado, procesado en lata, o procesado en vidrio." [14]
- Vitamina B1 (tiamina): una pérdida de vitamina del 25 por ciento es normal. La tiamina es fácilmente soluble en agua y es destruida por el calor.[15]
- Vitamina B2 (riboflavina): no se han realizado muchas investigaciones para determinar cuánta congelación afecta los niveles de riboflavina. Los estudios que se han realizado no son concluyentes; un estudio encontró una pérdida de vitamina del 18 por ciento en los vegetales verdes, mientras que otro determinó una pérdida del 4 por ciento.[16] Se acepta comúnmente que la pérdida de riboflavina tiene que ver con la preparación para la congelación en lugar del proceso de congelación en sí.
- Vitamina A (caroteno): hay poca pérdida de caroteno durante la preparación para la congelación y la congelación de la mayoría de los vegetales.  Gran parte de la pérdida de vitaminas se produce durante el período de almacenamiento prolongado.[17]

## Eficacia

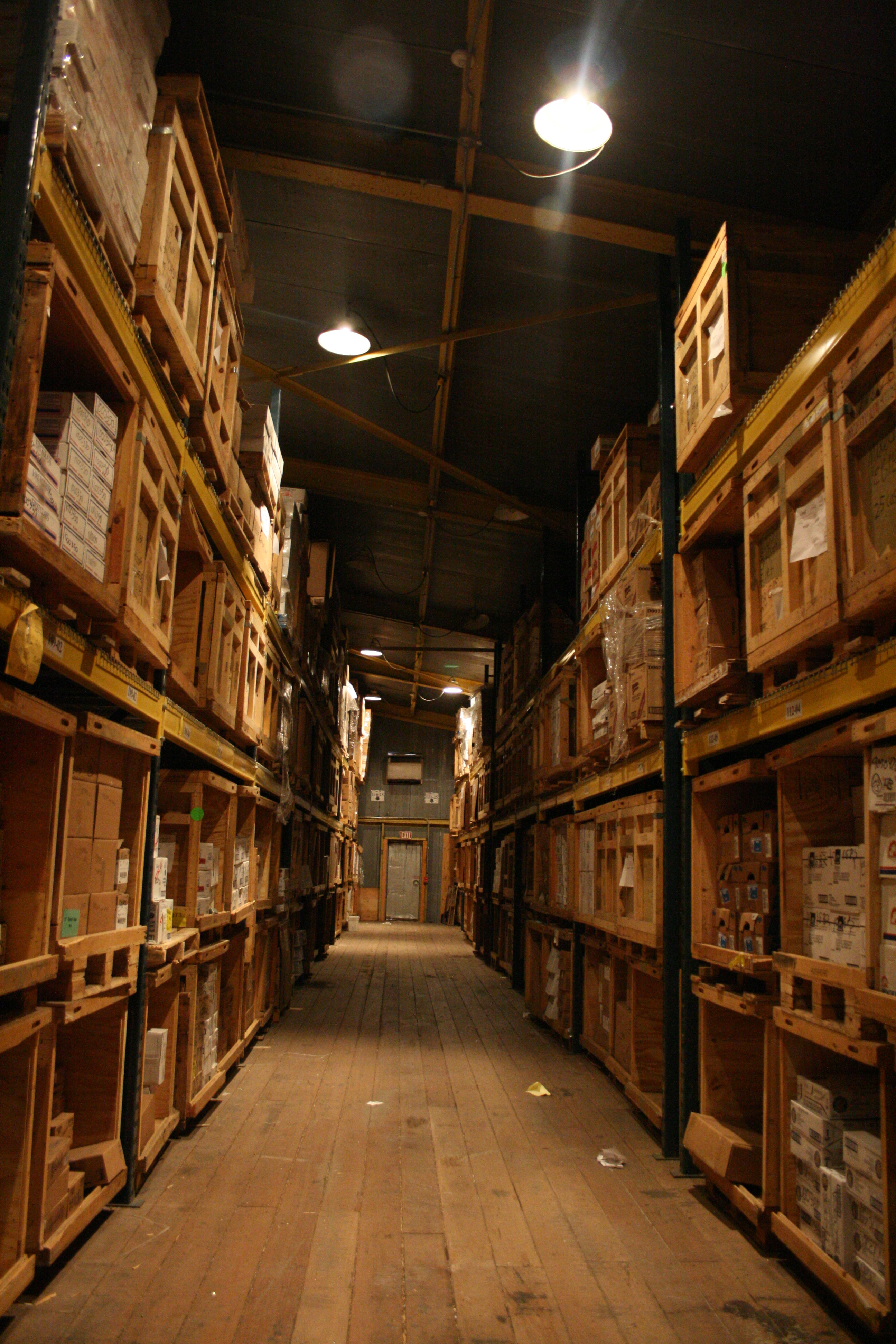
Un almacén de alimentos congelados en la estación McMurdo, en la Antártida.

La congelación es una forma efectiva de conservación de alimentos porque los patógenos que causan el deterioro de los alimentos se eliminan o no crecen muy rápidamente a temperaturas reducidas.  El proceso es menos efectivo en la conservación de alimentos que las técnicas térmicas, como la ebullición, porque es más probable que los patógenos puedan sobrevivir a temperaturas frías en lugar de temperaturas altas. Uno de los problemas relacionados con el uso de la congelación como método de conservación de alimentos es el peligro de que los patógenos desactivados (pero no eliminados) por el proceso se activen nuevamente cuando se descongelan los alimentos congelados. 
Los alimentos pueden conservarse durante varios meses mediante congelación. El almacenamiento congelado a largo plazo requiere una temperatura constante de −18 grados Celsius (−0,4 °F) o menos.

## Antifrosting
Para ser usados, muchos alimentos cocidos que han sido previamente congelados requieren descongelación antes del consumo. Preferiblemente, algunas carnes congeladas deben descongelarse antes de cocinarlas para lograr el mejor resultado: cocidas uniformemente y de buena textura. 
Idealmente, la mayoría de los alimentos congelados deben descongelarse en un refrigerador para evitar el crecimiento significativo de patógenos. Sin embargo, esto puede llevar un tiempo considerable. 
La comida a menudo se descongela de una de varias maneras: 
- a temperatura ambiente; esto es peligroso ya que el exterior puede descongelarse mientras que el interior permanece congelado[20]
- en un refrigerador[20]
- en un horno de microondas[20]
- Envuelto en plástico y colocado en agua fría[20] o bajo agua corriente fría

Las personas a veces descongelan los alimentos congelados a temperatura ambiente debido a limitaciones de tiempo o ignorancia; dichos alimentos deben consumirse inmediatamente después de la cocción o desecharse y nunca deben volver a congelarse o refrigerarse, ya que los patógenos no son eliminados por el proceso de congelación 

## Velocidad
La velocidad de la congelación tiene un impacto directo en el tamaño y el número de cristales de hielo formados dentro de las células de un producto alimenticio y el espacio extracelular. La congelación lenta conduce a menos cristales de hielo, pero más grandes, mientras que la congelación rápida conduce a cristales de hielo más pequeños pero más numerosos.  Los cristales de hielo grandes pueden perforar las paredes de las células del producto alimenticio, lo que provocará una degradación de la textura del producto, así como la pérdida de sus jugos naturales durante la descongelación.  Por eso se observará una diferencia cualitativa entre los productos alimenticios congelados por congelación mecánica ventilada, congelación mecánica no ventilada o congelación criogénica con nitrógeno líquido. 

## Reacción
Según un estudio, un estadounidense consume en promedio 71 alimentos congelados al año, la mayoría de los cuales son comidas congeladas precocinadas.

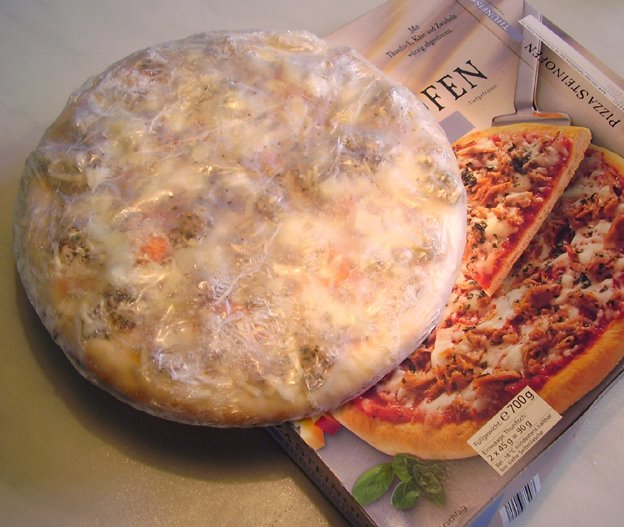
Pizza congelada.

## Calidad
La calidad de un producto congelado depende de la velocidad a la que este es congelado. Dicha velocidad se define como la distancia mínima entre la superficie y el punto crítico partida por el tiempo en el que el punto crítico ha pasado desde 0 °C a -15 °C.
- Lenta: < 1 cm/h, por ejemplo un congelador doméstico con el aire inmóvil a -18 °C
- Media: 1-5 cm/h, en un túnel de aire frío a 20 km/h y -40 °C
- Rápida: > 5 cm/h, en la inmersión en nitrógeno líquido

## Tiempo de congelación
El tiempo de congelación de un producto depende de su naturaleza y del procedimiento empleado. El cálculo del tiempo empleado en congelar un producto es muy complejo.
Gracias a la fórmula del tiempo de congelación de Plank, se puede determinar este tiempo, excepto guisantes y las coliflores.
{\displaystyle t={\frac {\Delta H*\gamma }{\Delta \zeta }}*{\frac {1}{N}}*D*({\frac {D}{4*\lambda }}+{\frac {1}{\alpha }})}
donde:
- {\displaystyle \Delta H}: reducción de entalpía que sufrirá el producto. (kJ/kg)
- {\displaystyle \gamma }: masa volumétrica del producto congelado (kg/m³)
- {\displaystyle \lambda }: coeficiente de conductividad térmica en congelación (W/m °C)
- D: espesor, medido en paralelo al flujo de calor. (m)
- N: coeficiente que caracteriza la forma, siendo N=2 para una placa, N=4 para un cilindro y N=6 para una esfera.
- {\displaystyle \Delta \zeta }: incremento de temperatura entre el medio refrigerador y la temperatura de congelación. (°C).
- {\displaystyle \alpha }: coeficiente superficial de transmisión térmica entre el medio refrigerante y el producto, teniendo en cuenta el embalaje. (W/m°C).

De esta fórmula teórica se pueden extraer las siguientes conclusiones:
- Para un producto determinado, de forma y tamaño determinados, el tiempo de congelación depende solamente de las características del proceso.
- Para un mismo proceso, el tiempo de congelación depende del espesor, forma y volumen del producto y de su diferencia de entalpía.

## Efecto del almacenamiento
Se ha demostrado que la temperatura de -18 °C es un nivel adecuado y seguro para conservar los alimentos congelados. Los microorganismos no pueden crecer a esta temperatura y la acción de los enzimas es muy lenta, pero el propio almacenamiento produce alteraciones en el alimento.

### Recristalización
Durante el almacenamiento hay una tendencia de los pequeños cristales a unirse entre ellos formando otros de mayor tamaño. Esto se debe a que los pequeños cristales resultan más inestables que los grandes al poseer más energía en la superficie por unidad de masa. Este fenómeno es más acentuado si se almacena el producto a temperaturas cercanas a 0 °C. Cuanto más baja es la temperatura, menores son los efectos, considerándose casi despreciables por debajo de -60 °C.

### Quemadura por frío
Cualquier entrada de aire caliente al interior de la cámara de congelación da lugar a un gradiente de temperatura entre el aire frío interno y el caliente que penetra. Cuando el aire se calienta aumenta su capacidad de absorción de humedad. En una cámara de congelación, la única fuente de humedad disponible es el hielo contenido en los alimentos congelados. El aire caliente toma la humedad de los alimentos protegidos deficientemente, desecándolos. Luego, esta humedad es depositada al enfriarse el aire en las superficies frías del congelador. A la formación de hielo a partir de la humedad del aire, sin pasar por el estado líquido, se llama sublimación. La quemadura por frío es una gran desecación superficial en un alimento congelado, producido por la deshidratación anterior.
Aparece en la superficie del tejido como manchas de color oscuro al ir concentrándose y oxidándose los pigmentos de las capas más superficiales. También aparecen zonas blanco-grisáceas debidas a los huecos dejados por el hielo después de su sublimación. Si el fenómeno se mantiene durante suficiente tiempo, las capas superficiales se van esponjando y empiezan a deshidratarse las inferiores. Si la quemadura es pequeña, el fenómeno es reversible por exposición a la humedad y rehidratación. Esto se comprueba sometiendo a cocción una zona ligeramente quemada. Si la quemadura ha sido por el contrario más profunda, se han producido oxidaciones, cambios químicos que ya no son reversibles.
Es importante, pues, la utilización de un embalaje adecuado; ya que es capaz de reducir entre 4 y 20 veces esta pérdida de agua. La quemadura por frío causa una merma importante en el producto y una pérdida de valor del mismo porque se disminuye su calidad organoléptica.

### Bolsas de hielo
Cuando en un alimento que tiene bolsas de aire, huecos o el envase está deficientemente lleno y hay además un gradiente de temperatura en él, el alimento desprende humedad, se produce la sublimación en el interior de dichos huecos o en la pared interior del envase, formando una capa de escarcha y cristales de hielo denominados bolsa de hielo.

### Modificaciones en los espacios líquidos residuales
Una de las consecuencias de la congelación es la deshidratación y el aumento de la concentración de solutos en los espacios líquidos de los alimentos.
Cuando se trata de solutos capaces de reaccionar entre sí, la velocidad de reacción aumenta durante la congelación a partir de -5 °C y hasta unos 15 °C, por debajo de este punto la velocidad de reacción disminuye. Las reacciones que se ven más afectadas por este fenómeno son las químicas, como la oxidación, hidrólisis, más que las enzimáticas.
Consecuencias de este aumento de concentración y velocidad de reacción son:
- variaciones del pH
- variaciones de la fuerza iónica
- alteración en la presión osmótica
- variación de la presión de vapor
- alteración de coeficiente Redox
- alteración de la tensión superficial
- disminución del punto de congelación
- aumento de la viscosidad debido a los coloides

Todos estos efectos son menores cuanto más rápidamente se produce la congelación y cuanto menor es la temperatura de almacenamiento.

### Desnaturalización proteica
Cuando el producto se ha congelado lentamente o cuando ha habido fluctuaciones de temperatura durante el almacenamiento, los cristales de hielo que se forman crecen extrayendo agua ligada a las proteínas, de tal forma que estas se desorganizan siendo luego incapaces de recuperar dicha agua durante la descongelación, de manera que esta agua al perderse arrastra los nutrientes hidrosolubles. Este proceso cambia la textura del alimento, produciendo un endurecimiento e incluso disminuyendo su solubilidad y valor nutritivo.

### Retracción del almidón
El almidón está formado por cadenas lineales de glucosa, llamadas amilosa, y por estructuras ramificadas complejas llamadas amilopectina. Los gránulos de almidón en un suspensión fría tienden a hincharse, reteniendo agua, y a una cierta temperatura gelatinizan espesando el líquido. Cuando este gel se deja reposar, las cadenas lineales de amilosa se agregan como si cristalizaran y liberan parte del agua previamente retenida en su estructura, en un proceso llamado sinéresis. Por ello conviene seleccionar en los alimentos congelados almidones con muy baja proporción de amilosa. Por ejemplo el arroz tiene una proporción de amilosa del 16 %, el maíz del 24 % y el sorgo y la tapioca no contienen amilosa.

### Contracción de los lípidos
Un lípido en estado sólido se denomina grasa, mientras que si está líquido se llama aceite. El cambio de estado de sólido a líquido depende de la temperatura de fusión del lípido. Al congelar un alimento los aceites se solidifican y pueden llegar a contraerse.
Todos estos procesos descritos anteriormente dan lugar a tensiones internas que pueden llegar a producir agrietamientos o fracturas del alimento congelado.